# Dukes of Dixieland
De Dukes of Dixieland was een in 1948 opgerichte Amerikaanse revival-jazzband uit New Orleans. Bij de band speelden ook jazz-grootheden als Pete Fountain (klarinet), Jerry Fuller en de gitaarlegenden Jim Hall en Herb Ellis. De band nam ook op met Louis Armstrong.

## Bezetting
- Frank Assunto[6] (trompet)
- Fred Assunto[7] (trombone)
- Papa Jac Assunto[8] (trombone, banjo)
- Jack Maheu (klarinet)
- Stanley Mendelsohn[9] (piano)
- Tommy Rundell (drums)
- Barney Mallon (tuba, contrabas)

## Geschiedenis
Fred en Frank Assunto overleden op jonge leeftijd en de oorspronkelijke Dukes of Dixieland werden begin jaren 1970 ontbonden. In april 1974 formeerde producent/manager John Shoup The Dukes of Dixieland opnieuw met Connie Jones als leider. Hij huurde Louis Prima's nachtclub boven op het Monteleone Hotel in het French Quarter en hernoemde het Dukes Place. De band had geen omgang meer met de familie Assunto sinds 1974, in het bijzonder sinds hun afscheid van de dixieland in 2014.
De oorspronkelijke Dukes of Dixieland speelden op de eerste stereoplaat, uitgebracht in november 1957 bij Audio Fidelity Records. In 1978 nam de band onder leiding van John Shoup het eerste direct-to-disc-album op en in 1984 waren ze de eerste jazzband met een opname op cd. In 1980 namen ze een tv-special op in het oude Civic Theater in New Orleans met het New Orleans Pops Orchestra en later traden ze op in de tv-special Wood Choppers Ball met Woody Herman. In 1986 nodigden ze jazzmeester Danny Barker uit om met hen op te treden in de 'Mahagony Hall' om de tv-special Salute to Jelly Roll Morton op te nemen. In 2001 werd hun gospel-cd Gloryland genomineerd voor een Grammy Award. In 2011 namen ze met The Oak Ridge Boys in Nashville de cd Country Meets Dixie op.
Ze hadden opgetreden met symfonieorkesten, met inbegrip van de orkesten uit Cincinnati, Cleveland, Chicago, National, New York Pops (in de Carnegie Hall) en 29 andere orkesten over de wereld. In 2005 reisden ze aan boord van de Steamboat Natchez over de Mississippi en de Ohio naar Cincinnati om geld te verzamelen voor het 'Bush-Clinton Katrina Relief Fund', terwijl veel van de huizen van de bandleden nog steeds waren verwoest. In 2011 traden ze op met de Boston Pops.
In 2014 verlieten The Dukes of Dixieland de traditionele jazz en jazzformat van hun oprichters ten gunste van andere vormen van populaire muziek. Hun nieuwste cd Here Comes The Girls bevat muziek van r&b-artiesten als The Meters, Ernie K-Doe en Allen Toussaint.

## Band-alumni
- 1959-1961: Rich Matteson
- 1959-1961: Jim Beebe
- 1975-1980: Mike Vax
- 1975-1980: Dick Johnson
- 1975-1980: Billy Menier
- 1975-1980: Otis Bazoon
- 1975-1980: Al Bernard
- 1975-1980: Jerry Mehan
- 1975-1980: Bob O'Rourke
- 1975-1980: Bill Huntington

- 1981-1985: Frank Trapani
- 1981-1985: Phamous Lambert
- 1981-1985: Bobby Floyd
- 1981-1985: Freddy Kohlman
- 1981-1985: Mike Sizer
- 1986-1989: Harry Waters
- 1986-1989: Mike Waddell
- 1990-1992: J.B Scott
- 1990-2010: Richard Taylor
- 1990-2010: Al Barthlow

- 1990-2010: Everett Link
- 1990-2010: Ben Smith
- 1990-2010: Tim Laughlin
- 1990-2010: Kevin Clark
- 1990-2010: Earl Bonie
- 1990-2010: Mike Fulton
- 1990-2010: Jamie Wight
- 1990-2010: Tom McDermott
- 2011-2012: Kevin Clark
- 2011-2012: Ben Smith

- 2011-2012: Scott Obenschain
- 2011-2012: Ryan Burrage
- 2011-2012: Alan Broome
- 2011-2012: J.J. Juliano
- 2013-2013: Kevin Clark
- 2013-2013: Ben Smith
- 2013-2013: Scott Obenschain
- 2013-2013: Ryan Burrage
- 2013-2013: Alan Broome
- 2013-2013: Paul Thibodeaux

- 2013-2013: Colin Meyers
- 2013-2014: Kevin Clark
- 2013-2014: Scott Obenschain
- 2013-2014: Paul Thibodeaux
- 2013-2014: Ryan Burrage
- 2013-2014: Alan Broome
- 2013-2014: Joe Kennedy
- 2014-2016: Kevin Clark
- 2014-2016: Ryan Burrage
- 2014-2016: Alan Broome

- 2014-2016: Joe Kennedy
- 2014-2016: David Mahoney
- 2014-2016: David Phy
- 2016-????: Kevin Clark
- 2016-????: Owen Callahan
- 2016-????: Mike Robbins
- 2016-????: Joe Kennedy
- 2016-????: David Mahoney
- 2016-????: Wes Anderson IV

## Gasten / deelnemende artiesten
- Louis Armstrong
- Danny Barker
- Charlie Brent
- Pete Fountain
- George French
- Woody Herman
- Moses Hogan

- Luther Kent
- Jack Maheu
- New Orleans Gospel Choir
- Joe Williams
- The Oak Ridge Boys
- Reed Vaughan
- Karl J. Karlsson